# Ночная атака под Тырговиште
Ночная атака под Тырговиште (рум. Atacul de noapte de la Târgoviște, тур. Tirgovişte Baskını) — традиционное для румынской историографии название сражения между войсками валашского господаря Влада Цепеша и османского султана Мехмеда II неподалёку от валашской столицы Тырговиште в четверг 17 июня 1462 года.
После возвращения из турецкого плена главной целью валашского князя Влада Цепеша была месть туркам. В начале 1462 года правитель приказал посадить на кол прибывших из Адрианополя турецких дипломатов — всего 40 человек. Отомстив, Влад собрал войско и, перейдя замерзший Дунай, совершил опустошительные набеги на район Килии. Под его натиском пали турецкие деревни, где тысячи людей были убиты и взяты в плен. Вторжение значительно ослабило те регионы вдоль Дуная, которые поддерживали султана, снабжая его войска людьми и продовольствием. В переписке с Матьяшем, венгерским королём, валашский господарь утверждал, что за время болгарской кампании посадил на кол 23 844 турок.
В ответ на вторжение Цепеша на османскую территорию весной 1462 года Мехмед II во главе большой турецкой армии численностью более 60 000 человек двинулся в Валахию. Армия Влада Цепеша численностью в 31 000 человек ждала османов на Дунае. 
4 июня турки переправились через Дунай у Видина. После двух недель стычек, в ночь с 17 на 18 июня Влад во главе 10 000 человек атаковал турецкий лагерь близ Тырговиште. Несмотря на упорное сопротивление, турки понесли большие потери в людях, лошадях и верблюдах. Перед рассветом Влад приказал отступать. Утром турецкое преследование настигло отступающих валахов, взяв в плен 7000 человек; все они были обезглавлены. Тем временем Влад и остальные его войска благополучно отступили в леса Валахии. 
Через несколько дней валахи снова атаковали турок в районе Килии, но понесли большие потери — после битвы 20 000 голов были насажены на турецкие копья. Несмотря на этот успех, Мехмед приказал отступить и 11 июля вернулся в Адрианополь.